# Емма (телесеріал, 1972)
«Емма» (англ. Emma) — телевізійна шестисерійна екранізація однойменного роману Джейн Остін 1815 року, створена телебаченням BBC, яка вийшла на екрани у 1972 році. Її режисером став Джон Ґленістер.
Ця драматизація втілює дотепність і гумор, мабуть, найкращого роману Джейн Остін «Емма», зображуючи жіночого персонажа, який, як писала авторка «нікому, крім мене, не міг сподобатися».

## Сюжет
Емма з ентузіазмом керує маленьким провінційним світом Гайбері, але вона виявить, що переплутати добрі наміри із потуранням власному задоволенню занадто просто. Часто нечутлива, доброзичлива, невгамовна Емма Вудгауз, яка сприяла шлюбу своєї гувернантки, супутниці та подруги міс Тейлор, тепер намагається поєднати містера Елтона, місцевого вікарія, та свою нову протеже Гаррієт Сміт. Єдиним її голосом розуму та стриманості є містер Найтлі, який знає її з дитинства і спостерігає за її поведінкою. Часом його це розважає, а іноді викликає справжній гнів.

## У ролях
| Актор                                       | Персонаж                                   |
| ------------------------------------------- | ------------------------------------------ |
| Доран Годвін                                | Емма Вудгауз (англ. Emma Woodhouse)        |
| Джон Карсон                                 | Джордж Найтлі (англ. George Knightley)     |
| Доналд Екклз                                | містер Вудгаус (англ. Mr. Woodhouse)       |
| Констанс Чепмен                             | міс Бейтс (англ. Miss Bates)               |
| Роберт Іст                                  | Френк Черчилл (англ. Frank Churchill)      |
| Анія Марсон                                 | Джейн Ферфакс (англ. Jane Fairfax)         |
| Еллен Драйден                               | місіс Вестон (англ. Mrs. Weston)           |
| Реймонд Адамсон                             | містер Вестон (англ. Mr. Weston)           |
| Фіона Вокер                                 | місіс Елтон (англ. Mrs. Elton)             |
| Тімоті Пітерз                               | містер Елтон (англ. Mr. Elton)             |
| Деббі Бовен                                 | Гаррієт Сміт (англ. Harriet Smith)         |
| Джон Алкін                                  | Роберт Мартін (англ. Robert Martin)        |
| Мері Голдер                                 | місіс Бейтс (англ. Mrs. Bates)             |
| Вів'єн Мур                                  | Вільямс (англ. Williams)                   |
| Гілда Фінмор                                | місіс Коул (англ. Mrs. Cole)               |
| Норман Аткінз                               | продавець                                  |
| Меґ Ґлід                                    | Ізабелла Найтлі (англ. Isabella Knightley) |
| Джон Келленд                                | Джон Найтлі (англ. John Knightley)         |
| Белінда Тай, Ів Тай, Арран Тай, Емма Гортон | діти Джона та Ізабелли Найтлі              |
| Моллі Саґден                                | місіс Ґоддард (англ. Mrs. Goddard)         |
| Лала Ллойд                                  | місіс Форд (англ. Mrs. Ford)               |
| Меріан Таннер                               | Бетті Бікертон (англ. Betty Bickerton)     |
| Том Макколл, Девід Батт, Крістофер Ґрін     | музиканти                                  |